# Arthur Somers-Cocks
Arthur Herbert Tennyson Somers-Cocks (ur. 20 marca 1887 we Freshwater, zm. 14 lipca 1944 w Eastnor) – brytyjski arystokrata, 6. baron Somers (potocznie lord Somers), działacz społeczny i żołnierz, par dziedziczny, w latach 1926–1931 gubernator Wiktorii.

## Życiorys

### Młodość i kariera wojskowa
Miał 12 lat, gdy odziedziczył po swoim ojcu tytuł barona, co automatycznie oznaczało, że po osiągnięciu pełnoletniości uzyska prawo zasiadania w Izbie Lordów. Studiował w New College w Oksfordzie, po czym na kilka lat wyjechał do Kanady, gdzie zajmował się produkcją rolną. Po wybuchu I wojny światowej powrócił do kraju i zgłosił się do służby wojskowej, mając już za sobą wcześniejsze przeszkolenie. W czasie wojny został dwukrotnie ranny, zaś za swoją wyróżniającą się postawę otrzymał Military Cross oraz francuską Legię Honorową. W 1922 opuścił armię w stopniu podpułkownika.

### Działalność polityczna i społeczna
W latach 1924–1926 zajmował w dużej mierze honorowe stanowisko lorda dworzanina (lord-in-waiting), zaś w 1926 wyjechał do Australii, aby objąć urząd gubernatora Wiktorii. Od października 1930 do stycznia 1931 był też tymczasowo pełniącym obowiązki gubernatora generalnego Australii. W 1929 ufundował ze swoich prywatnych środków istniejącą do dziś inicjatywę nazwaną Lord Somers Camp (Obóz Lorda Somersa), w ramach której młodzi australijscy chłopcy (od 1986 także dziewczęta) spędzają tydzień wakacji na zajęciach rozwijających ich sprawność fizyczną oraz umiejętności przywódcze i społeczne. Po zakończeniu jego kadencji w Australii, co miało miejsce w 1931, pozostał zaangażowany w sprawy młodzieży, a zwłaszcza w ruch skautingowy (harcerski). W latach 1941–1944 był naczelnym skautem Wielkiej Brytanii, zgodnie z życzeniem zmarłego Roberta Badena-Powella, który widział lorda Somersa w roli swego następcy na czele stworzonej przez siebie organizacji.
Od 1933 zajmował ceremonialny urząd Lorda Namiestnika Herefordshire. W latach 1940 i 1941 był przedstawicielem Czerwonego Krzyża w Egipcie. Przez całe życie był też bardzo zaangażowany w rozgrywki krykieta, początkowo jako zawodnik, a w późniejszych latach życia jako wysokiej rangi działacz sportowy.

### Choroba i śmierć
W ostatnich latach życia zmagał się z rakiem gardła. Zmarł w należącym do niego zamku w Eastnor w wieku 57 lat.

## Odznaczenia
Oprócz wymienionych wyżej odznaczeń wojskowych, był rycerzem komandorem Orderu św. Michała i św. Jerzego, który otrzymał w 1926.